# Vysoká škola válečná

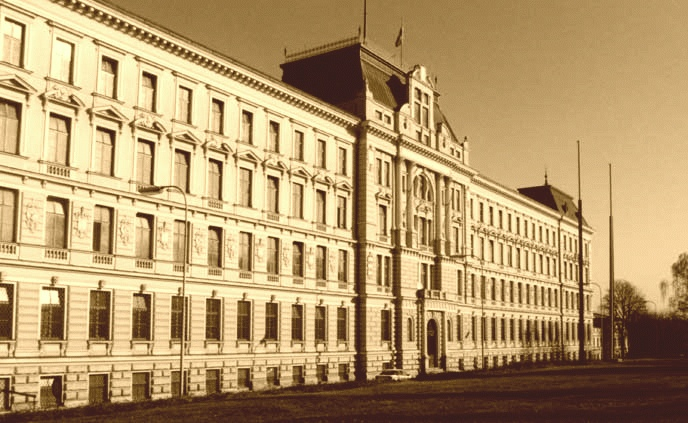
Gebäude der Schule Na Valech, heute Innenministerium der Tschechischen Republik

Vysoká škola válečná (VŠV) in Prag, Tschechoslowakei, auch Vysoká válečná škola oder Válečná škola, deutsch Kriegshochschule, war die wichtigste Ausbildungsstätte für Offiziere des Generalstabs der Tschechoslowakischen Armee in der Zwischenkriegszeit; beim Aufbau der Ausbildungseinrichtungen der neuen tschechoslowakischen Armee spielte Frankreich eine entscheidende Rolle.

## Sitz der Schule
Der Sitz der Schule war in Prag, in einem Gebäude, das 1899/1900 auf den Trümmern der abgetragenen Bastion XV (Teil der älteren Befestigungsanlage der Stadt Prag) in der Straße Na Valech erbaut wurde. Von 1900 bis 1918 war in dem Gebäude eine Kadettenschule untergebracht. Heute ist es Sitz und Gebäude des Verteidigungsministeriums der Tschechischen Republik.

## Geschichte
Diese Ausbildungsstätte für Stabsoffiziere entstand mit einer direkten Unterstützung der Französischen Militärmission, die in der Tschechoslowakei ab Februar 1919 wirkte und ebenfalls bei der Gründung und dem Aufbau der tschechoslowakischen Armee eine ausschlaggebende Hilfe leistete; der Kommandant der französischen Mission war in den ersten Nachkriegsjahren zugleich auch der Stabschef der Generalstabs der tschechoslowakischen Armee.
Der Aufbau der Kriegsschule verlief in folgenden Phasen:
- beim Verteidigungsministerium wurde am 1. September 1919 ein Kurs für Stabsoffiziere errichtet, wo in insgesamt drei Kursen in den Jahren 1919–1921 126 Offiziere ausgebildet wurden; es handelte sich um einen Vorläufer der Kriegsschule, der zum 1. November 1921 geschlossen wurde[4]; diese Einrichtung wird auch als Škola generálního štábu (Schule des Generalstabs) bezeichnet, gegründet 1918[5]; sie wird als Vorläufer der Kriegsschule angesehen
- am 1. November 1921 wurde die eigentliche Válečná škola (Kriegsschule) unter dem Patronat der französischen Militärmission gegründet. Der Aufbau und die Ziele der Prager Kriegsschule orientierten sich vorwiegend an der französischen École supérieure de guerre in Paris[4][6]
- am 1. Oktober 1934 wurde sie in Vysoká škola válečná (auch Vysoká válečná škola) umbenannt und bestand bis September 1938[4] (anderen Quellen zufolge bis 1939[5])

In den 17 Jahrgängen der Hochschule zwischen 1921 und 1938 wurden insgesamt 519 Offiziere ausgebildet (anderen Quellen zufolge 577 Offiziere), darunter auch über 20 Offiziere aus Lettland und Litauen. Der Kriegshochschule wurde auch der Kurs pro vyšší velitele (Kurs für höhere Befehlshaber) angeschlossen, in dem in kürzeren Lehrgängen 269 Generäle und höhere Offiziere weitergebildet wurden.
Nach dem Kriegsende wurde die Bildungsstätte von Oktober 1945 bis Oktober 1948 wieder kurzfristig in Betrieb genommen. Vom Oktober 1948 bis August 1951 siedelte in dem Gebäude der Kriegshochschule die Folgeorganisation Vysoká vojenská akademie (Militärische Universität), wobei immer mehr Räume dem Innenministerium zugutekamen.

## Sonstige Bildungsstätten der Armee
Im Ausbildungssystem der tschechoslowakischen Armee spielten neben der Kriegshochschule, die hoch angesehen wurde, auch andere Einrichtungen eine Rolle, die meist ebenfalls initiativ und mit Hilfe der französischen Militärmission errichtet wurden: in den ersten Nachkriegsjahren eine Instruktionsschule für die Infanterie sowie eine für die Artillerie, jeweils für niedere Offiziersränge, beide 1919 gegründet; ab 1920 eine zentrale Schule für die Luftfahrt in Eger, in Pardubice das Zentrale Kavallerieinstitut (ab 1920 in Hranice na Moravě), ab dem 3. Januar 1920 dann Vojenská akademie  (Militärakademie) in Hranice na Moravě, wo Offiziere aller Gattungen ausgebildet wurden (bis 1938 mehrere Tausend Absolventen); nach 1921 kamen zwei weitere höhere Ausbildungsstätten dazu: Vysoká intendatská škola (VIŠ, Intendantenhochschule) sowie Vojenská inženýrská kolej (VIK, Militärisches Ingenieurskolleg), beide in Prag.